# Pyrellia neuhausi
Pyrellia neuhausi är en tvåvingeart som beskrevs av Zielke 1971. Pyrellia neuhausi ingår i släktet Pyrellia och familjen husflugor.
Artens utbredningsområde är Uganda. Inga underarter finns listade i Catalogue of Life.